# Richiza
 Der er for få eller ingen kildehenvisninger i denne artikel, hvilket er et problem. Du kan hjælpe ved at angive troværdige kilder til de påstande, som fremføres i artiklen.

 Ikke at forveksle med Richiza af Polen og Richiza (1180-1220) (datter af Valdemar den Store).
Richiza Eriksdatter ( født omkring 1275- 1308) var datter af Erik Klipping og Agnes af Brandenburg, og tip-tipoldemor til Christian 1. Hun blev tidlig bestemt til brud for fyrst Nicolaus af Werle, fordi man derved kunne få ordnet nogle arvekrav på gods, som han i forening med de brandenburgske markgrever havde i Danmark; allerede som barn sendtes hun over til Mecklenburg for her at opdrages i klosteret Doberan, hvortil hun stod i nært forhold gennem sin farmoder, dronning Margrethe, og 1291 erhvervedes pavens dispensation til ægteskabet. Dette har vel fundet sted kort efter, men om Richizas senere liv vides næsten intet.
I oktober 1308 stiftede hendes mand sjælemesser for hende i Güstrow, og lige forud er hun rimeligvis død.
Hun fik i sit ægteskab en søn, Johan, og en datter, Sophie. Richizas broder (og Sophies morbroder) Erik Menved fik i 1310 den unge fyrstinde trolovet med den svenske hertug Erik Magnussen, men denne brød kort efter forholdet for i stedet at ægte den norske kongedatter Ingeborg. Sophie, som allerede var ført til Sverige, blev sendt hjem igen, og Erik måtte erklære, at bruddet ikke hidrørte fra nogen for hende uhæderlig grund, ligesom han måtte bøde en anselig sum penge. Kort efter ægtede hun grev Gerhard 3. af Holsten, og gennem sin datter blev Richiza således stammoder for det oldenborgske kongehus.